# Pennisetum glaucum
Pennisetum glaucum é um cereal nativo do continente africano, importante na agricultura de subsistência. É o cereal do grupo dos painços mais amplamente cultivado a nível mundial, cultivado em África e no subcontinente indiano desde a pré-história. Estudos indicam que a domesticação e diversificação ocorreu na zona do Sahel na África Ocidental. Estudos arqueobotânicos confirmam a presença do painço domesticado no Sahel, no norte do Mali, entre 2500 e 2000 aC. Os primeiros registos arqueológicos na Índia datam de cerca de 2000 aC.. Propagou-se rapidamente pela Índia, chegando em 1500 aC ao sul do subcontinente, onde foram encontrados indícios do cultivo em Hallur. O cultivo também se espalhou por todo o leste e sul da África. Foi introduzida no Brasil na década de 1960. 
Em Angola é conhecido como massango, e como mexoeira em Moçambique. No Brasil é conhecido de milheto, ou milheto-pérola.

## Ligações externas

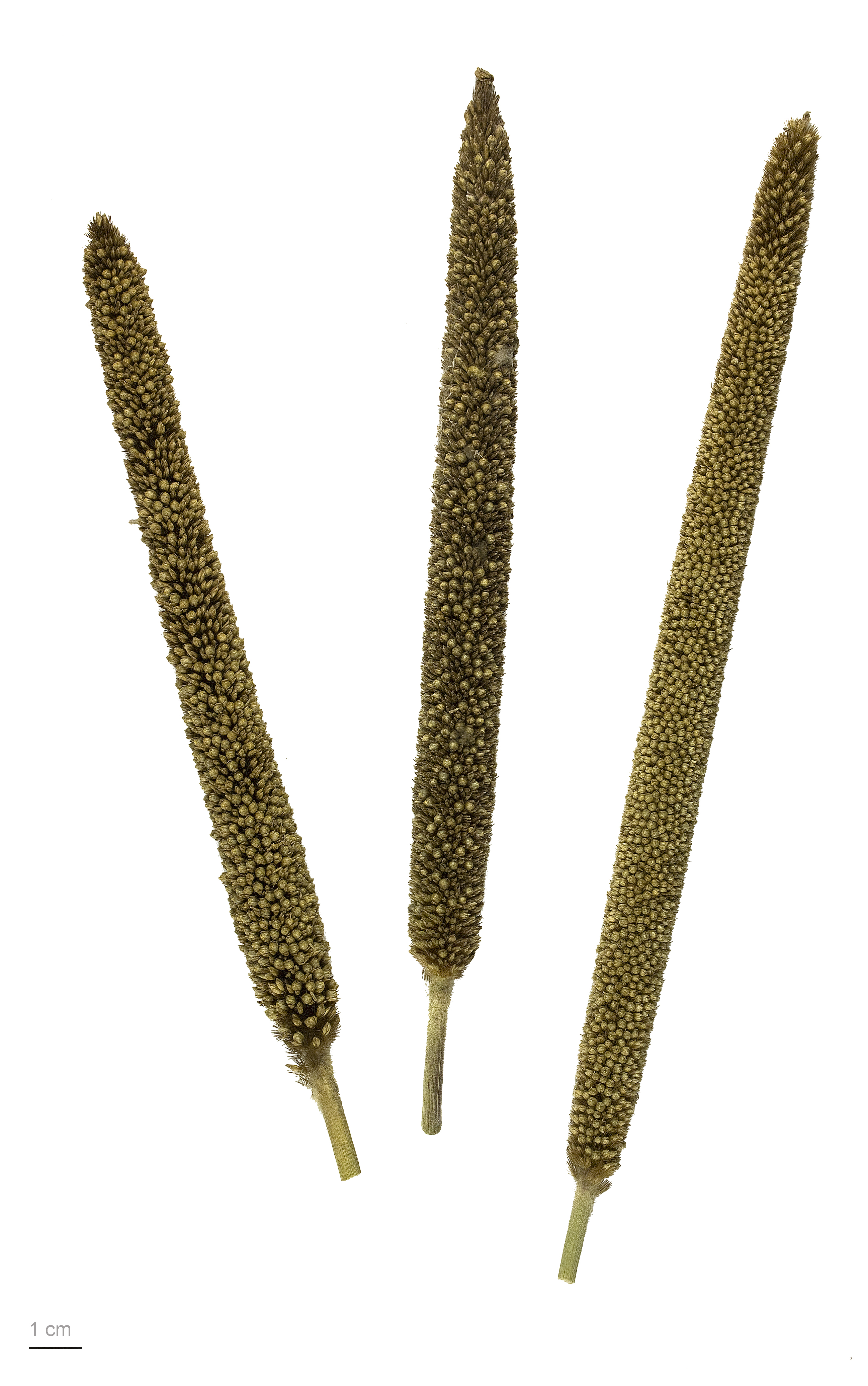
Pennisetum glaucum
MHNT

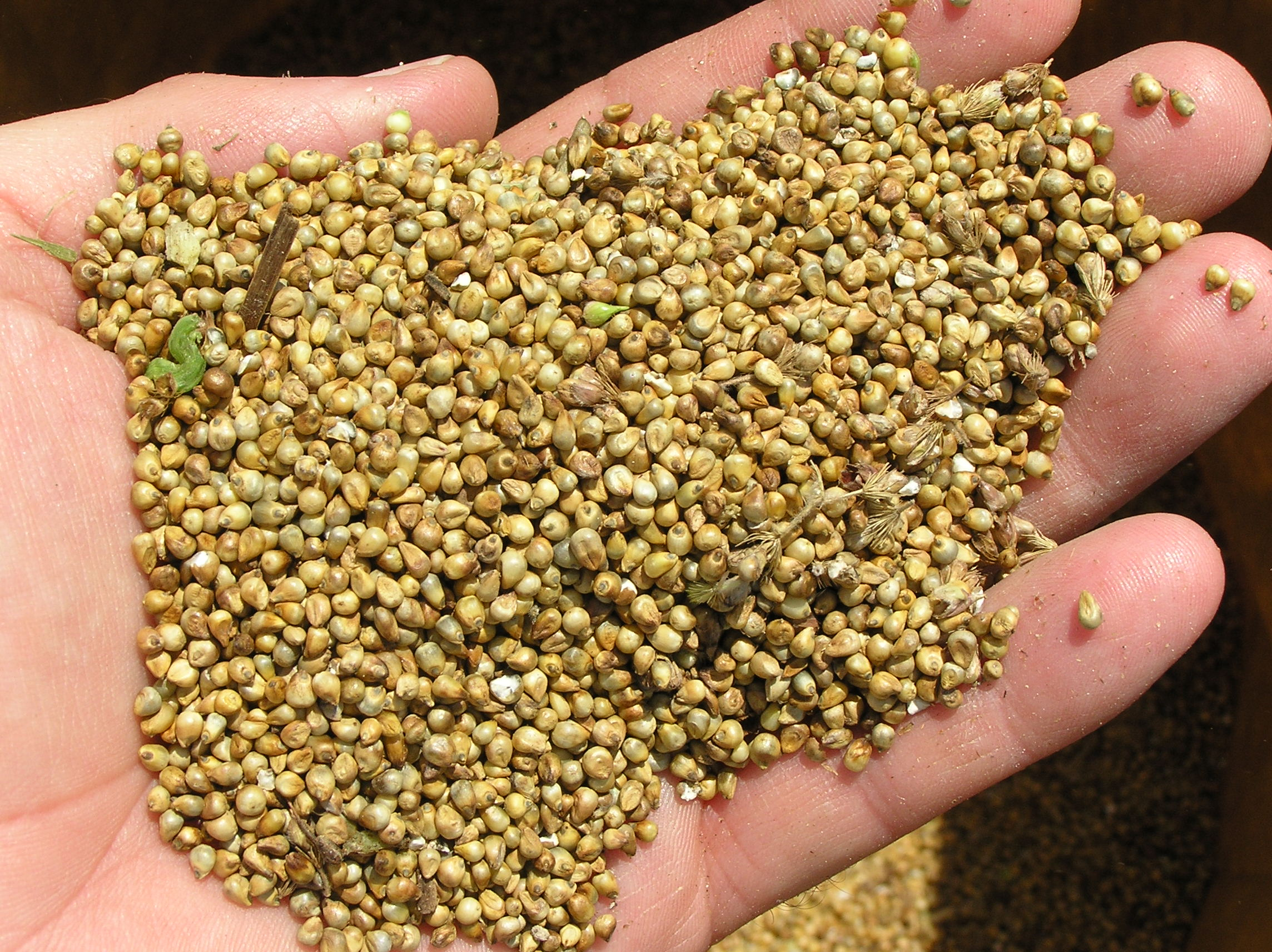
Grãos maduros